# The Human Investment
The Human Investment è un cortometraggio muto del 1915 scritto e diretto da George Terwilliger.

## Produzione
Il film fu prodotto dalla Lubin Manufacturing Company.

## Distribuzione
Distribuito dalla General Film Company, il film - un cortometraggio in una bobina - uscì nelle sale statunitensi il 26 febbraio 1915.